# Hemibagrus wyckioides
Hemibagrus wyckioides är en fiskart som först beskrevs av Fang och Chaux, 1949.  Hemibagrus wyckioides ingår i släktet Hemibagrus och familjen Bagridae. IUCN kategoriserar arten globalt som livskraftig. Inga underarter finns listade i Catalogue of Life.